# Distretto di Kannauj
Kannauj è un distretto dell'India di 1 385 227 abitanti. Capoluogo del distretto è Kannauj.